# Unni Lindell
Pour les articles homonymes, voir Lindell.
Unni Lindell, née le 3 avril 1957 à Oslo en Norvège, est une romancière norvégienne. Elle est connue pour ses romans policiers et ses livres pour enfants et jeunes adultes.

## Biographie
Unni Lindell naît en 1957 à Oslo. De 1979 à 1987, elle travaille comme journaliste avant de devenir romancière avec la publication d'un premier roman pour la jeunesse en 1986. 
En 1996, elle commence une série policière consacrée aux aventures de l'inspectrice Cato Isaksen avec le roman Le 13e signe (Slangebæreren) et obtient le prix Riverton avec Drømmefangeren, le deuxième volume de cette série en 1999. En 2010, avec Sukkerdøden, elle signe le dixième titre de cette série.
En 2016, elle inaugure une nouvelle série avec Marian Dahle comme protagoniste. Elle obtient un second prix Riverton avec Dronen, le second titre de cette nouvelle série.

## Œuvre

### SérieCato Isaksen
- Slangebæreren (1996) Publié en français sous le titre Le 13e signe, traduction d'Ellen Huse Foucher, Paris, éditions Stock, 2001.
- Drømmefangeren (1999)
- Sørgekåpen (2000)
- Nattsøsteren (2003)
- Orkestergraven (2005)
- Honningfellen (2007)
- Mørkemannen (2008)
- Sukkerdøden (2010)
- Djevelkysset (2012)
- Brudekisten (2014)

### SérieMarian Dahle
- Jeg vet hvor du bor (2016)
- Dronen (2018)

### Autres romans, ouvrages pour la jeunesse et  poésie
- Den grønne dagen (1986)
- Kongen er pappaen til to tvillinger som heter Gro og Kåre (1987)
- Hemmeligheten i sirkuset (1988)
- Henrik Vipsen og hans bifokale onkel som er født i fiskebollens tegn (1988)
- Bursdag (1989)
- Fire dager til fullmåne (1990)
- Vi lager jul (1990)
- Gamle damer legger ikke egg (1991, illustration d'Inge Grødum (no))
- Annas barn (1991)
- Fuglefangeren (1992)
- Skjelettet er et stativ som man kan henge fra seg kroppen på (1992)
- Rosamunde Harpiks, den lille heksen med de store ørene  (1993)
- Norges første statsminister het Tor med hammeren (1993)
- En grusom kvinnes bekjennelser (1993)
- Sugemerket (1994)
- Alene hjemme (1994)
- To fruer i en smekk (1995, avec Anne B. Ragde)
- Jens Bånn, den lille spionen (1995)
- Min fars kjole er rød som reven (1995)
- Grisen er dekket av svinepels (1996, illustration d'Eldbjørg Ribe (no))
- Det er alltid for tidlig å stå opp (1996, avec Anne B. Ragde)
- Jesus gikk på vannet fordi han ikke ville bli våt på beina (1997, illustration d'Eldbjørg Ribe (no))
- Den lille dameboken (1997, avec Anne B. Ragde)
- Regjeringen bestemmer hvordan været skal bli (1998, illustration d'Inge Grødum (no))
- Måneorkesteret (1998)
- Sjefen bestemmer over Gud og Hermann! (1999, illustration d'Eldbjørg Ribe (no))
- Pinocchios nye reise(1999, illustration d'Akin Düzakin)
- Å være engel er et typisk kvinneyrke (2000, illustration d'Eldbjørg Ribe (no))
- En familie består av 4 hoder, 8 armer og 8 bein (2001, illustration de Mai Lindberg)
- Prinsesser er rosa om dagen og sorte om natten (2002, illustration de Mai Lindberg)
- I Afrika er snøen svart (2003, illustration de Bo Gaustad)
- Pass opp! Her kommer Gud og hun er en katt (2003, photographie de Nina Reistad (sv))
- Rødhette (2004)
- Kjære Gud jeg har det godt har du noe ull (2005, avec Mark Levengood (sv), illustration de Christina Alvner (sv))
- Krokodiller snakker ikke norsk (2006)
- To fruer i én smekk – rir igjen (2007, avec Anne B. Ragde)
- Kyss meg på tirsdag (2007)
- Elsker deg av hele mitt jærte (2008)
- Nifse Nella og nattskolen (2008, illustration de Fredrik Skavlan (en))
- Rødt for kjærlighet (2009)
- Nifse Nella og syvstjernen (2009, illustration de Fredrik Skavlan (en))
- Nifse Nella og vintersirkuset (2009, illustration de Fredrik Skavlan (en))
- Nifse Nella og jordbærgiften (2010, illustration de Fredrik Skavlan (en))
- Kjæresten om natten (2011)
- Nifse Nella og frihetsgudinnens hemmelighet (2001, illustration de Fredrik Skavlan (en))
- Forelska forever (2013)
- Love, du liksom (2014)
- Rødhette og Ulvhild på kjøpesenteret (2016)
- Kjærestehjerte (2017)
- Knut Nobody's baby (2017)

## Filmographie

### Comme auteur adapté

#### À la télévision
- 2005 : Slangebæreren, mini-série norvégienne réalisé par Martin Asphaug (en) d'après le roman éponyme.
- 2005 : Drømmefangeren, mini-série norvégienne réalisé par Trygve Allister Diesen (en) d'après le roman éponyme.
- 2007 : Sørgekåpen, mini-série norvégienne réalisé par Thomas Kaiser (no) d'après le roman éponyme.
- 2007 : Nattsøsteren, mini-série norvégienne réalisé par Alexander Eik (no) d'après le roman éponyme.
- 2009 : Orkestergraven, téléfilm norvégien réalisé par Alexander Eik (no) d'après le roman éponyme.
- 2009 : Honningfellen, mini-série norvégienne réalisé par Per-Olav Sørensen (no) d'après le roman éponyme.

## Récompenses notables
- Prix Riverton en 1999 pour Drømmefangeren.
- Prix Riverton en 2018 pour Dronen.